# Mauro Camoranesi
Mauro Germán Camoranesi Serra ([kamoraˈneːzi]; Tandil, 4 de outubro de 1976) é um treinador e ex-futebolista ítalo-argentino que atuava como meio-campista. Atualmente está sem clube.
Nascido na Argentina, Camoranesi é descendente de italianos e optou por defender a Seleção Italiana, com a qual foi campeão da Copa do Mundo FIFA de 2006. Por clubes, teve uma passagem marcante pela Juventus, onde atuou por oito temporadas e tornou-se ídolo da torcida, especialmente por ter permanecido após o rebaixamento para a Serie B.

## Carreira como jogador
Foi, por muitos anos, um dos principais jogadores da Juventus, e fez parte do elenco da Itália na conquista do quarto título mundial do país, em 2006.
Após oito anos no clube de Turim, Camoranesi acertou com o Stuttgart, da Alemanha, em 31 de agosto de 2010. O meia de 34 anos assinou um contrato de um ano, e ambos os clubes concordaram em não divulgar os detalhes de transferência. Porém, após pouco mais de um semestre na nova equipe, desligou-se dela. Acertou um regresso ao país natal, firmando contrato com o Lanús — curiosamente, o arquirrival do Banfield, a última equipe argentina que defendera.
"Fechamos tudo com o vice-presidente do Racing e Camoranesi já é jogador do clube. O Lanús não pode pagar o que ele pretende. Ele nos disse que queria seguir conosco anteriormente, mas mudou de ideia após receber a oferta do Racing”, explicou o presidente do Lanús, Nicolás Russo."

### Episódio negativo
Conhecido por ser um atleta de boa técnica e muita raça, ficou marcado por ter sido responsável pelo fim da carreira do jogador Javier Pizzo, onde durante uma partida do Campeonato Argentino de 1994, o acertou fortemente durante uma dividida, que culminou em uma grave lesão e consequentemente no afastamento do futebol. Camoranesi foi punido 16 anos após o ocorrido, em agosto de 2010, sendo condenado a pagar uma multa de U$ 200 mil.

### Seleção Italiana
Convocado pelo técnico Marcello Lippi em 2006, fez parte do elenco campeão mundial da Copa do Mundo realizada na Alemanha, onde era titular na equipe transalpina. Quatro anos depois, foi novamente um dos 23 jogadores chamados por Lippi para a disputa da Copa do Mundo de 2010, dessa vez realizada na África do Sul.

## Carreira como treinador
Em 2015, Camoranesi estreou como treinador no comandando do modesto Coras de Tepic, da Primeira Divisão do México. Posteriormente treinou o Tigre e o Tapachula.

## Títulos
Juventus
- Campeonato Italiano - Serie A: 2002–03
- Supercopa da Itália: 2002 e 2003
- Troféu Luigi Berlusconi: 2003, 2004 e 2010
- Campeonato Italiano - Serie B: 2006–07

Seleção Italiana
- Copa do Mundo FIFA: 2006